# Une aventure de Louis Ferdinand Quincampoix
Une aventure de Louis Ferdinand Quincampoix est une série de bande dessinée française scénarisée par Appollo et dessinée par Mad. Éditée par Vents d'Ouest, elle est constituée de trois albums, le premier paru en 1991 et les deux autres en 1992.

## Titres parus
- Dedans le bayou, 1991  (ISBN 2-86967-143-1).
- Bon appétit les goules, 1992  (ISBN 2-86967-161-X).
- Un air de violon, 1992  (ISBN 2-86967-194-6).